# Primeiro Concílio de Toledo
O Primeiro Concílio de Toledo reuniu-se em Toledo, a capital do Reino Visigótico (moderna Toledo, na Espanha), entre 7 de setembro de 397 até o ano 400. O objetivo principal do encontro era condenar o priscilianismo e defender o Credo de Niceia. O próximo concílio só se realizaria 127 anos depois. Dezenove bispos hispanienses participaram: Paterno (Bracara), Marcelo, Afrodisio, Alaciano, Jocundo, Severo, Leonas, Hilario, Olimpio, Floro, Orticio, Asturio, Lampio (Barcelona), Sereno, Leporio, Eustotio, Aureliano, Lampadio e Exuperancio da Galécia (Caldas de Reis).